# イオンタウン
イオンタウン（英: AEON TOWN）は、イオングループが運営する「ネイバーフッド型ショッピングセンター」のブランド名。
本項では、イオンタウンの運営企業であるイオンタウン株式会社（英: AEON TOWN Co., Ltd.、旧社名：ロック開発）についても記述する。

## ブランド名としてのイオンタウン
イオンタウンは、イオングループの都市近郊や郊外地域で展開する「ネイバーフッド型ショッピングセンター（以下NSC）」のブランドである。基本的には核店舗とモール専門店街を一体化した重層建築物ではなく、平屋型もしくは低層型の独立型建築物を複数配置し、その中央に平面駐車場を配置したものを指す。
他にも、エンドクローズモール型SCのうち、マックスバリュなどの食品スーパーが核店舗のSCも当ブランドを名乗っている。
運営企業は、核店舗となるスーパーマーケット・ディスカウントストアの運営企業（マックスバリュ運営企業）が運営するもの、専門ディベロッパのイオンタウンが運営するものの二つに区分される。
なお、NSCであっても、イオンタウンという名称を名乗っていないもの（例：パワーシティ四日市。現在はイオンタウン四日市泊）もある。さらに、NSCとモール型ショッピングセンターを組み合わせたもの（例：旧ダイヤモンドシティ・ワンダーシティ→イオンモール名古屋ワンダーシティ→mozoワンダーシティ）がある。このうち、イオンリテール・イオンビッグ運営で「イオンタウン」を名乗っていなかったNSC39ヶ所（イオンリテール運営33ヶ所、イオンビッグ運営6ヶ所）については、2011年11月21日付で「イオンタウン」に名称変更され、同時に名称変更されたNSCと既に「イオンタウン」を名乗っているNSCの計62ヶ所は吸収分割によりイオンリテールからイオンタウン株式会社へ移管された。ただし、一部のイオンタウンショッピングセンターは、イオンタウン株式会社へ移管され「ショッピングセンター」の名称を省略するという措置が行われていない（例：イオンタウン太閤ショッピングセンター）。
イオンタウン発足後、他のマックスバリュ運営店舗のNSCについての動向の発表はなかったが、2012年7月23日にマックスバリュ東北が運営するNSC3ヶ所をイオンタウン株式会社へ同年9月1日に譲渡することを発表した。
店舗例

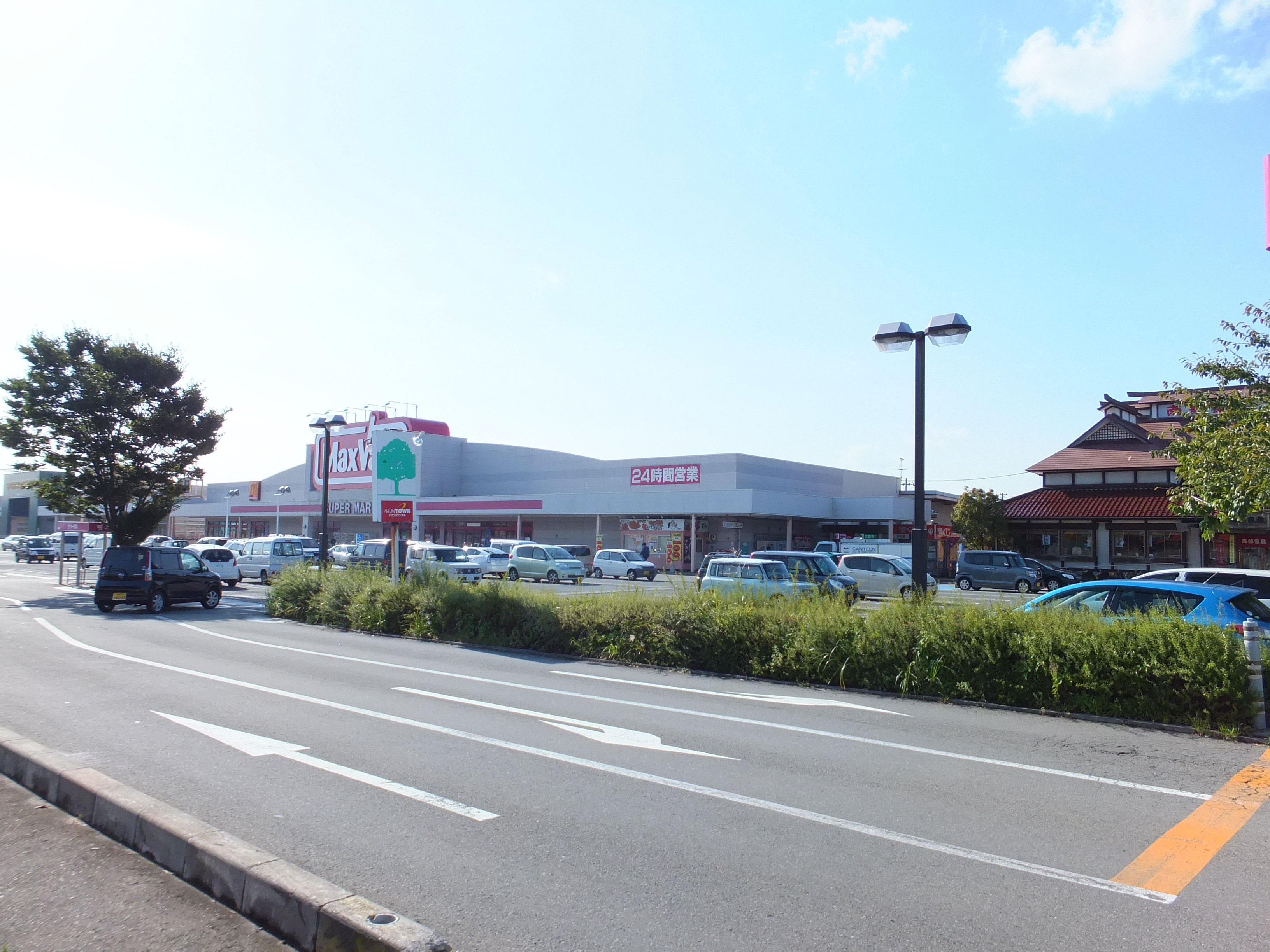
イオンタウン茨島パワーセンター（秋田県秋田市、イオン東北運営）
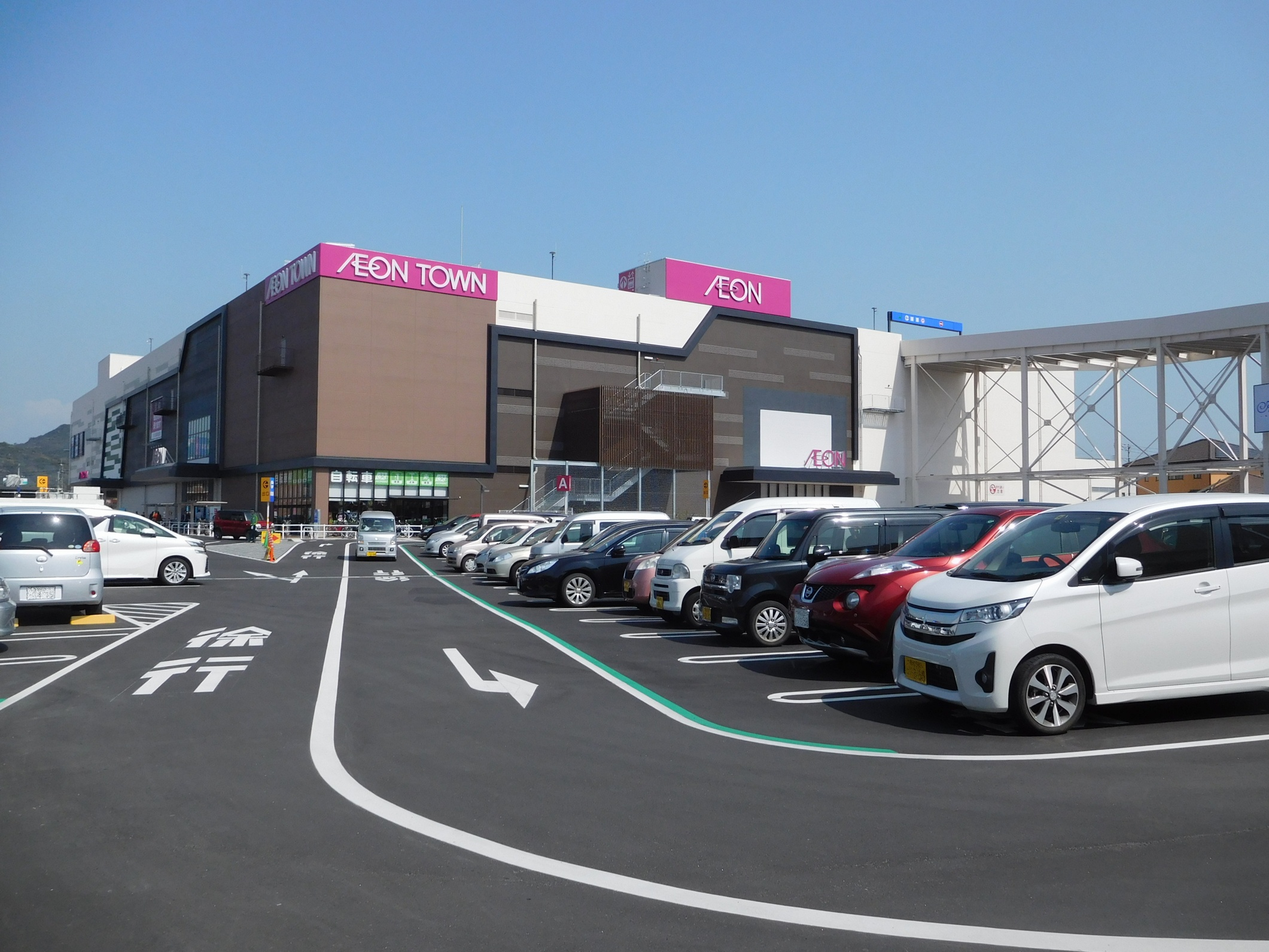
イオンタウン姶良（鹿児島県姶良市、イオンタウン運営） ※「イオン」を核店舗としたSCの例
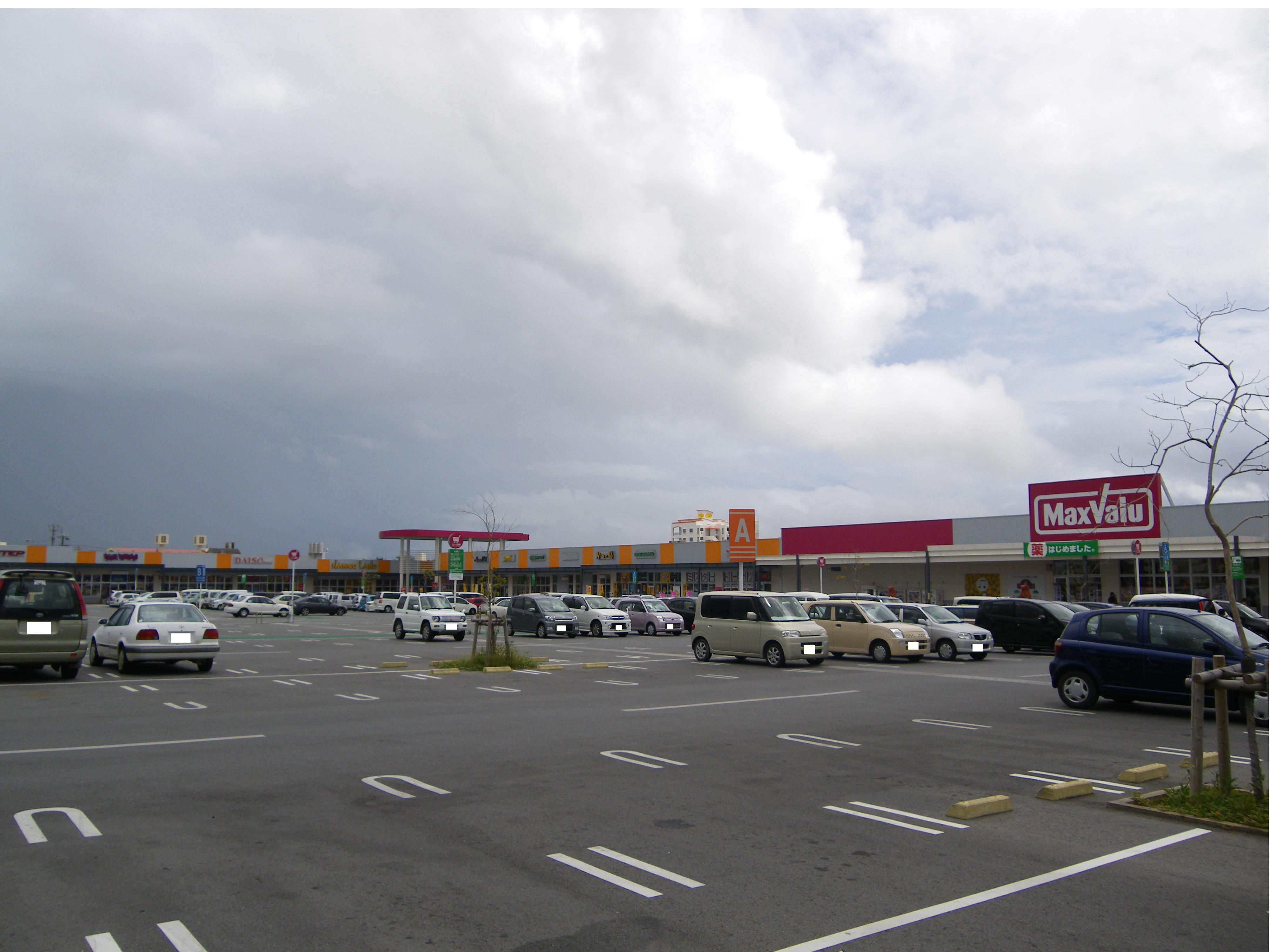
イオンタウン読谷ショッピングセンター（沖縄県中頭郡読谷村、イオン琉球運営）
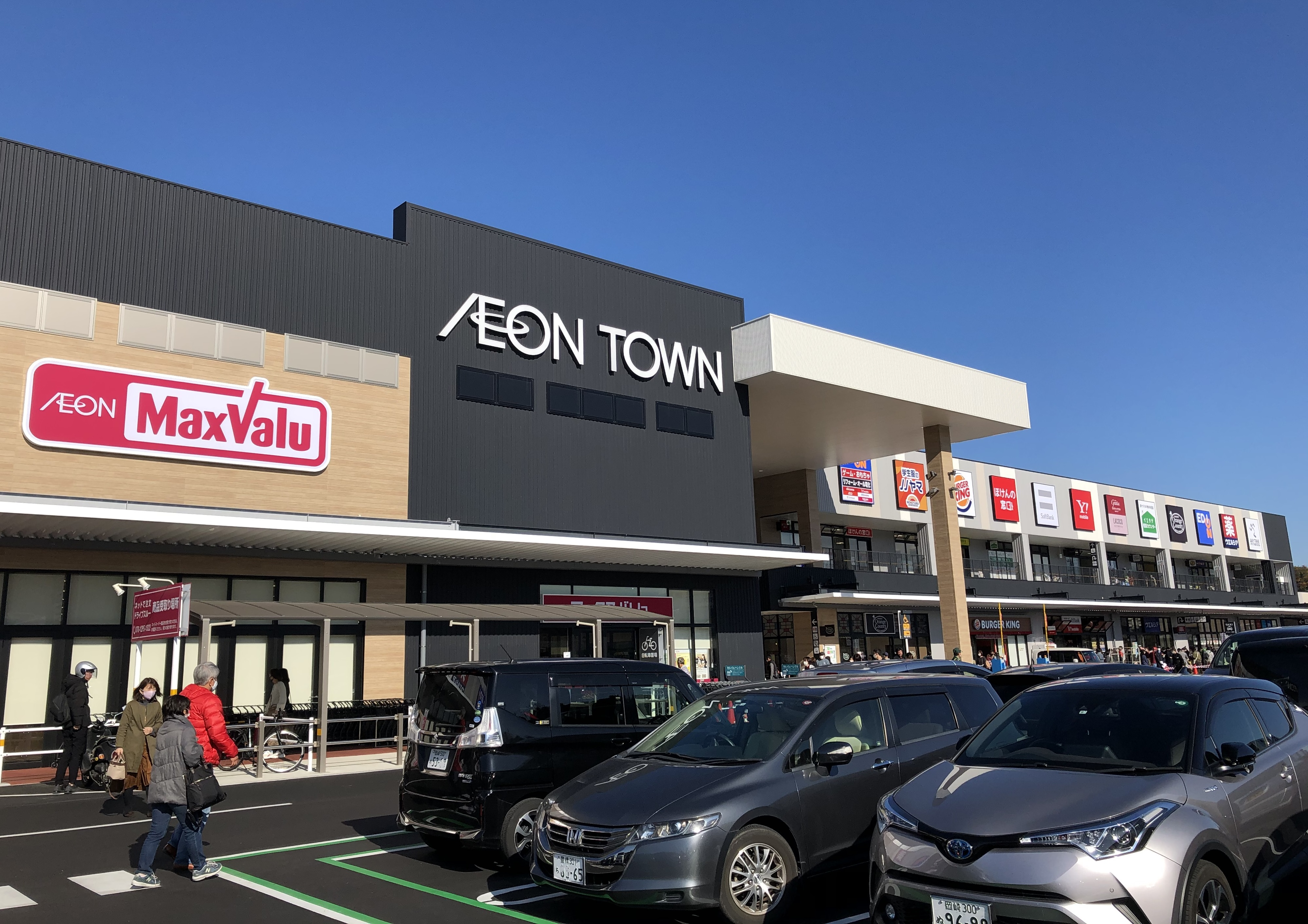
イオンタウン岡崎美合（愛知県岡崎市）

## イオンタウン株式会社
イオンタウン株式会社は、千葉県千葉市美浜区の幕張新都心に本社を置く、イオンタウンを専門に展開するディベロッパー企業である。
元々は大和ハウス工業とイオン株式会社の合弁企業であった「ロック開発株式会社」であったが、2011年9月1日より、大和ハウスの株式をイオンが取得する形でイオンの100%子会社となり、商号変更している。イオンとしては、今後NSC業態の強化の一環としての資本構成と商号の変更を行ったと説明している。
なお、旧ロック開発が運営するSCで、独立した建物が並ぶオープンモール型SC・平屋の連接建築物に展開されるオープンエアモール型SCは「ロックタウン」、重層建築物に展開されるクローズドモール型は「ロックシティ」と名乗っていたが、2011年9月以降はこれらは「イオンタウン」に統一された。2011年9月中に、各ショッピングセンターの電光立体看板は取り替えられており、店舗入り口の板状の看板や路上にある広告看板は、イオンタウンのシールを上貼りする形で変更が完了している。
なお、2011年9月以前の沿革と概要はロック開発の記事を参照のこと。

### 沿革
- 2011年（平成23年）
  - 9月1日 - イオン株式会社の完全子会社となったロック開発株式会社がイオンタウン株式会社に商号変更し、併せて、運営していた「ロックタウン」・「ロックシティ」の名称を「イオンタウン」に統一。
  - 9月11日 - 「ロックタウン鈴鹿」が、「イオンタウン鈴鹿」に改称。
  - 11月21日 - イオンリテール株式会社が運営していたNSC62ヶ所を吸収分割により当社へ移管[2]。
  - 12月21日 - 株式会社サンシティ所有の「アプレ103」（青森県青森市）の土地・建物を譲受。これに伴って、SC名称を「イオンタウン青森浜田」に改称[8]。
- 2012年（平成24年）
  - 4月1日 - 株式会社イオンタウンディベロップメント中部及び株式会社木更津グリーンシティショッピングセンターを吸収合併[9]。これに伴って、NSC3ヶ所（イオンタウン伊勢ララパーク、イオンタウン津城山、木更津グリーンシティ）の運営を引き継いで、「イオンタウン○○」に改称すると共に、「イオンタウン木更津」（旧・ロックタウン木更津）は「イオンタウン木更津朝日」（旧・木更津グリーンシティショッピングセンター）と区別するため、「イオンタウン木更津請西」に再改称。
  - 9月1日 - マックスバリュ東北運営のNSC3ヶ所（平賀ショッピングセンター、たかのすショッピングセンター、大曲福田ショッピングセンター）の建物等を譲受、「イオンタウン○○」に改称（「たかのすショッピングセンター」は改称時に地名が漢字表記に変わり、「イオンタウン鷹巣」となる）[10]。
  - 11月1日 - 同年10月14日付で閉店した「イオン美濃店」の建物などをイオンリテールから譲受[11]。同年11月22日に核店舗をイオンからザ・ビッグに業態転換し、「イオンタウン美濃」としてリニューアルオープン。
  - 11月23日 - 商号変更後初の新規NSCとなる「イオンタウン南城大里」をオープン[12]。
- 2014年（平成26年）3月7日 - 2007年に閉店した「ジャスコ長野店」の跡地を開発し、「イオンタウン長野三輪」をオープン[13]。
- 2016年（平成28年）
  - 6月10日 - イオンユーカリが丘店から移転・改称し、「イオンタウンユーカリが丘」をオープン[14]。
  - 11月26日 - 「ダイエー」を核店舗とする初のNSC「イオンタウン市川大和田」をオープン[15]。
- 2019年（令和元年）
  - 12月6日 - 2018年11月30日に閉店した「グルメシティヒカリ屋山科店」の跡地を開発し、「イオンタウン山科椥辻」をオープン[16]。
  - 12月12日 - イオンマーケットが運営する「ピーコックストア」を核店舗とする初のNSC「イオンタウン稲城長沼」をオープン[17]。
- 2021年（令和3年）
  - 9月18日 - 「イオンタウン川之江」が「フジ」を核店舗とする初のNSCとしてリニューアルオープン[18]。
  - 10月21日 - ウエルシア薬局が運営する「ウエルシア」を核店舗とする初のNSC「イオンタウン幕張西」をオープン[19]。
  - 11月27日 - 秋田県能代市に秋田県北最大規模の「イオンタウン能代」をオープン[20]。
- 2022年（令和4年）
  - 3月31日 - 秋田市は、秋田市外旭川まちづくり構想の民間事業パートナーにイオンタウンを最優秀提案者に選定[21]。
  - 12月17日 - 東京23区初出店のNSCとなる「イオンタウン旗の台」をオープン。当SCは全国のイオンタウンの中でも小規模（敷地面積:1,229平方メートル）な都市型SCに位置付けられ、物販店舗はイオンタウン初出店となるビオセボン・ジャポンが運営するオーガニックスーパー「ビオセボン」とウエルシア薬局が運営する「ウエルシア」の2店舗、飲食店はマクドナルドのみ、サービスは4つのクリニックとリハビリテーション施設の全8店舗で構成され、核店舗を持たないSCでもある[22]。

### 歴代社長
| 代 | 氏名     | 期間                  | 旧職                          | 新職                        |
| -- | -------- | --------------------- | ----------------------------- | --------------------------- |
| 1  | 大門淳   | 2011年9月 - 2018年5月 | ロック開発 代表取締役社長     | イオンタウン 代表取締役会長 |
| 2  | 加藤久誠 | 2018年5月 - 現在      | マックスバリュ東北 専務取締役 |                             |

## SC一覧
2024年12月末現在、当社運営のショッピングセンターは群馬県・神奈川県・福井県・鳥取県・高知県・佐賀県を除く41都道府県に所在している。